# Trolox
Trolox (6-hydroxy-2,5,7,8-tetramethylchroman-2-carboxylic acid) es un análogo de la vitamina E soluble en agua vendido por Hoffmann-La Roche. Es un antioxidante como la vitamina E y se utiliza en aplicaciones biológicas o bioquímicas para reducir el estrés oxidativo o daño.
La capacidad antioxidante equivalente al trolox (TEAC) es una medida de la fuerza antioxidante basado en Trolox, medido en unidades llamadas Trolox equivalentes (TE), por ejemplo micromolTE/100 g. Debido a las dificultades para medir componentes antioxidantes individuales de una mezcla compleja (como los arándanos o los tomates), Trolox equivalencia se utiliza como referencia para la capacidad antioxidante de una mezcla de este tipo. Equivalencia de Trolox se mide con mayor frecuencia usando el ABTS ensayo de decoloración. El ensayo TEAC se utiliza para medir la capacidad antioxidante de los alimentos, bebidas y suplementos. La capacidad de reducción férrica del plasma (FRAP) es un ensayo de capacidad antioxidante que utiliza Trolox como estándar.
La capacidad de absorción de radicales de oxígeno (ORAC) solía ser una medida alternativa, pero el Departamento de Agricultura de Estados Unidos (USDA) retiró en 2012 sus calificaciones como biológicamente válidas, indicando que no había pruebas fisiológicas in vivo para apoyar la teoría de los radicales libres.